# Batomys
Batomys — рід гризунів родини Мишевих, ендеміків Філіппін. 

## Опис тварин
Досягають довжини голови й тіла від 18 до 20.5 сантиметрів, хвіст 10 до 18.5 сантиметрів, вага до 225 гр. Вони пофарбовані на верхній стороні в червонувато-коричневий (granti), світло-коричневий (dentatus) або темно-коричневий (salomonseni) колір. Хутро густе, м'яке і пухнасте. Морда коротка і гостра. Вони характеризуються наявністю кільця голої шкіри навколо кожного ока. Вуха маленькі. Передні ноги відносно подовжені. Хвіст коротший, ніж голова і тіло, щільно вкритий волоссям, а іноді є білий кінець. Самиці мають дві пари молочних залоз в паховій області. B. granti відрізняється більш коротким хвостом. Вони характеризуються наступним зубної формулою: I 1/1, C 0/0, P 0/0, M 3/3 = 16

## Стиль життя
Види мало відомі. B. granti живе в гірських лісах. 

## Види
- Batomys dentatus (Miller, 1911)
- Batomys granti (Thomas, 1895)
- Batomys hamiguitan (Balete, Heaney, Rickart, Quidlat & Ibanez, 2008)
- Batomys russatus (Musser, Heaney & Tabaranza Jr., 1998)
- Batomys salomonseni (Sanborn, 1953)
- Batomys uragon (Balete, Rickart, Henaey & Jansa, 2015)